# Polydesma mastrucata
Polydesma mastrucata är en fjärilsart som beskrevs av Felder 1874. Polydesma mastrucata ingår i släktet Polydesma och familjen nattflyn. Inga underarter finns listade i Catalogue of Life.